# Carl Mesterton (regissör)

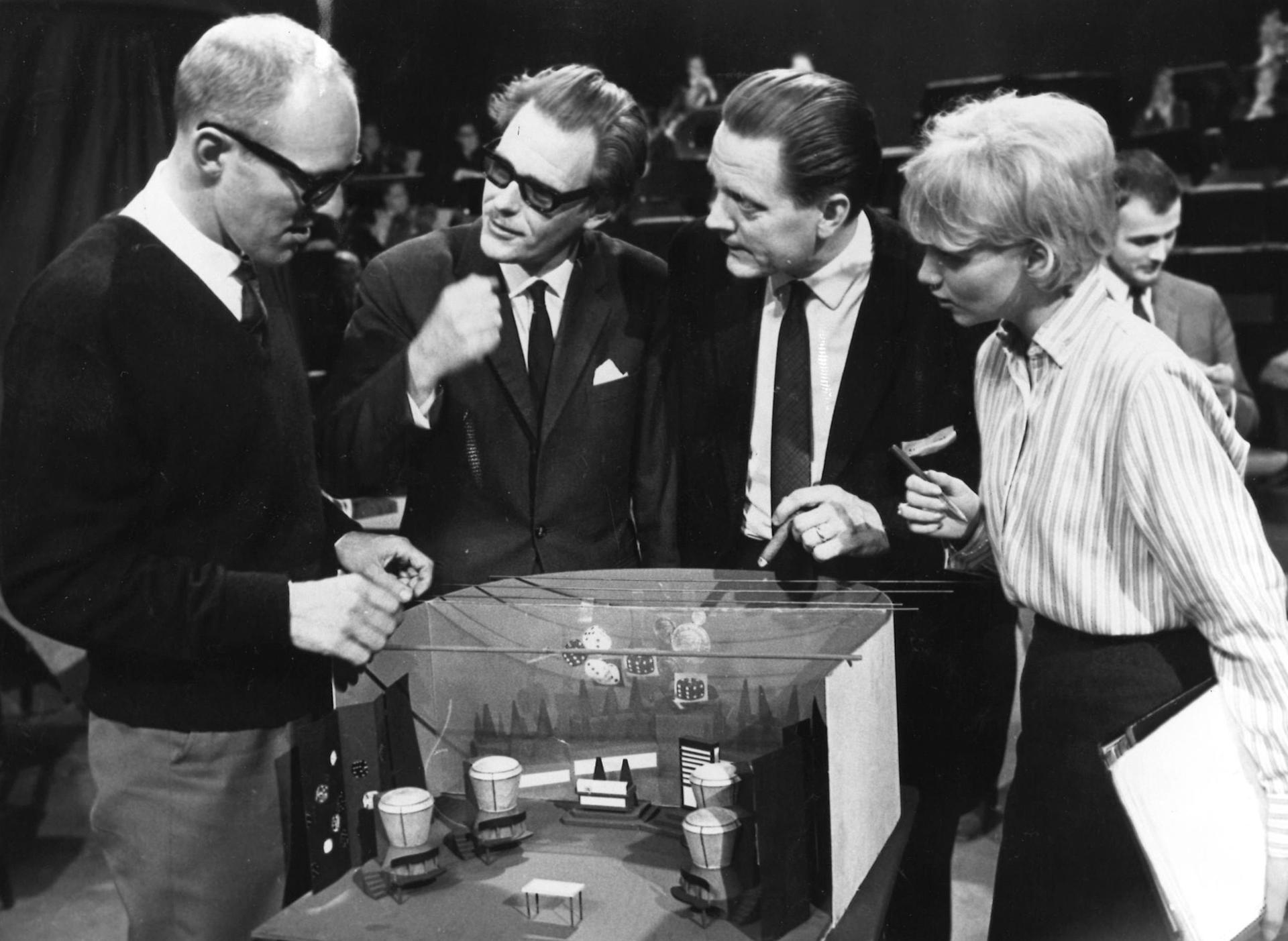
Carl Mesterton (2:a från vänster) år 1964. Till höger Monica Weinzierl.

Carl Wilhelm Ossian Mesterton, född 21 november 1929 i Helsingfors, död 22 juli 2021 i Helsingfors, var en finländsk regissör och TV-producent. 
Mesterton genomgick 1950–1952 Svenska Teaterns elevskola och arbetade 1952–1957 som skådespelare och biträdande regissör vid denna teater. Han studerade vid filmskolan i Prag och avlade slutexamen där. Han var regissör, producent och teaterchef vid Finlands svenska television 1957–1990 och därefter frilansmanusförfattare och regissör på Finska Yle.
Mesterton regisserade ett stort antal skådespel, dokumentär- och underhållningsprogram, bland annat Nog blir det bra och fortsättningen Bergströms. Han skrev manus till och regisserade de finskspråkiga TV-serierna Metsolat, en publiksuccé på 1990-talet, och Hovimäki, som båda har utkommit i bokform. Han ansvarade tillsammans med sin hustru Anna-Lisa som scripteditor för femtio avsnitt av Yle TV1:s långkörare Kotikatu. I televisionens programarkiv finns över 300 program gjorda av honom bevarade.
Mesterton innehade ett stort antal förtroendeuppdrag, som styrelseordförande i Finlands svenska skådespelarförbund (1976–1979), vars hedersmedlem han var, ordförande för Cefisto (1976–1983), för Forum artis (1978–1983), för Kopiosto (1981–1989) och andra organisationer.